# Suicune
Suicune és una de les espècies que apareixen a la franquícia Pokémon. És de tipus aigua. El seu nom és una combinació de les paraules japoneses 水, sui ('aigua'), i 君, kun ('monarca'). També podria fer referència a 水晶, suishō ('cristall').
Juntament amb Raikou i Entei, forma un trio de Pokémon llegendaris coneguts com a bèsties llegendàries (o gossos o felins llegendaris).
Suicune és la mascota del videojoc Pokémon Crystal i és un dels protagonistes de Pokémon 4Ever. A Pokémon Emerald, l'Expert Spenser en té un. A la pel·lícula Pokémon: Zoroark: Master of Illusions surt un Suicune brillant.